# Plesiobatis daviesi
Plesiobatis daviesi (лат.) — вид хрящевых рыб из отряда хвостоколообразных, единственный в роде Plesiobatis и семействе плезиобатовых (Plesiobatidae). Эти скаты широко распространены в Индо-Тихоокеанской области. Они встречаются в верхней части материкового склона на глубине до 680 м. Максимальная зарегистрированная длина 2,7 м. Их грудные плавники образуют округлый диск, рыло вытянутое, заострённое и гибкое. Почти половину хвоста составляет тонкий хвостовой плавник в виде листа. Спинные плавники отсутствуют. Окраска верхней части диска тёмная, низ белый. Кожа покрыта чешуёй.
Эти скаты размножаются яйцеживорождением, эмбрионы питаются желтком и гистотрофом. Рацион состоит из ракообразных, головоногих и костистых рыб. Не представляют интереса для коммерческого рыболовства. В качестве прилова иногда попадаются при глубоководном лове. С пойманным скатами надо обращаться осторожно, поскольку в основании их хвоста расположены ядовитые шипы.

## Таксономия
Впервые новый вид был описан в 1967 году в рамках отчёта Океанографического Исследовательского института, Дурбан. Вид был назван в честь Дэвида Эйч Дэвиса, последнего директора этого института, и отнесён к роду уротригонов на основании их морфологии (длинный тонкий хвост и отсутствие спинных плавников). Голотип представляет собой взрослого самца длиной 171,7 см, ширина диска 92,2 см, вес 25,4 кг, пойманного в устье реки Лимпопо на глубине 430—440 м (25°25′ ю. ш. 33°35′ в. д.). Паратип: неполовозрелый самец длиной 59,6 см, пойманный там же.
В 1990 году было проведено филогенетическое исследование, которое показало, что Plesiobatis daviesi и Hexatrygon bickelli являются наиболее базальными членами подотряда Myliobatoidei. Затем вид был отнесён к собственному роду Plesiobatis самостоятельного семейства Plesiobatidae. Название семейства и рода происходит от слов др.-греч. πλησίος — «рядом» и лат. batis — «скат». Дальнейшие морфологические исследования подтвердили базальное положение рода Plesiobatis, однако опровергли их родственные отношения с ближайшими таксонами. Исследование, проведённое в 1996 году не смогло точно определить положение рода, который был предварительно отнесён к семейству шестижаберных скатов. В 2004 году было обнаружено, что род Plesiobatis является близкородственным таксоном с родом уролофов и рекомендовано отнести его к семейству короткохвостых хвостоколов. Пока не будет полностью прояснено положение рода, авторы предпочитают относить его к собственному семейству Plesiobatidae.

## Ареал
Plesiobatis daviesi обитают в Индо-Тихоокеанской области у побережья КваЗулу-Наталь, ЮАР, Мозамбика, в Манарском заливе, на севере Андаманских островов, в Южно-Китайском море, у островов Рюкю, вдоль южного побережья Австралии, в северо-западных водах Австралии от рифов Роули до залива Шарк, у северо-восточных берегов Австралии от Таунсвилла до Вули, у Новой Каледонии и Гавайских островов. Они встречаются на материковом склоне на глубинах от 275 до 680 м, предпочитают заиленное дно. Есть единичные данные, что у берегов Мозамбика эти скаты попадались на аномальной для них глубине 44 м. В тропических азиатских водах они довольно распространены, в других местах встречаются реже.

## Описание
Тело дряблое, грудные плавники образуют округлый диск, длина которого превышает ширину. Передний край тела образует тупой угол. Рыло тонкое, в 6 раз длиннее диаметра глазного яблока, его кончик слегка выступает за края диска. Позади мелких глаз расположены брызгальца с заострённым задним краем. Крупные округлые ноздри находятся рядом со ртом, с которым они соединены парой широких бороздок. Между ноздрями имеется широкий кожаный лоскут с сильно сморщенным краем. Широкий прямой рот содержит по 32—60 зубных ряда на каждой челюсти. У взрослых особей зубов больше. Каждый зуб оканчивается низким тупым остриём, у взрослых самцов центральные зубы острее и скошены назад. На нижней стороне диска по пять жаберных щелей с каждой стороны.
Брюшные плавники небольшие, их внешние края закруглены. Длина довольно толстого хвоста составляет 93—102 % от длины диска. Латеральные складки кожи на хвосте и спинные плавники отсутствуют. На дорсальной поверхности в средней части хвоста расположены один или два зазубренных шипа. Позади него начинается длинный и тонкий хвостовой плавник в форме листа, верхняя и нижняя лопасти которого почти симметричны. Кожа плотно покрыта чешуёй. На брюшных плавниках, на вентральной поверхности краёв диска и вокруг рта чешуя отсутствует или разбросана редко.
Окраска спинной поверхности от багряно-коричневая до черноватого, у некоторых особей имеются тёмные пятна и отметины неправильной формы. Брюшная сторона белая с тёмной полосой по краям диска. Нижняя сторона хвостового стебля и хвостовой плавник тёмные. Максимальная зарегистрированная длина составляет 2,7 м, ширина 1,5 м, а вес 118 кг. Самый крупный экземпляр был пойман у берегов ЮАР, у побережья Австралии длина этих скатов не превышает 2 м.

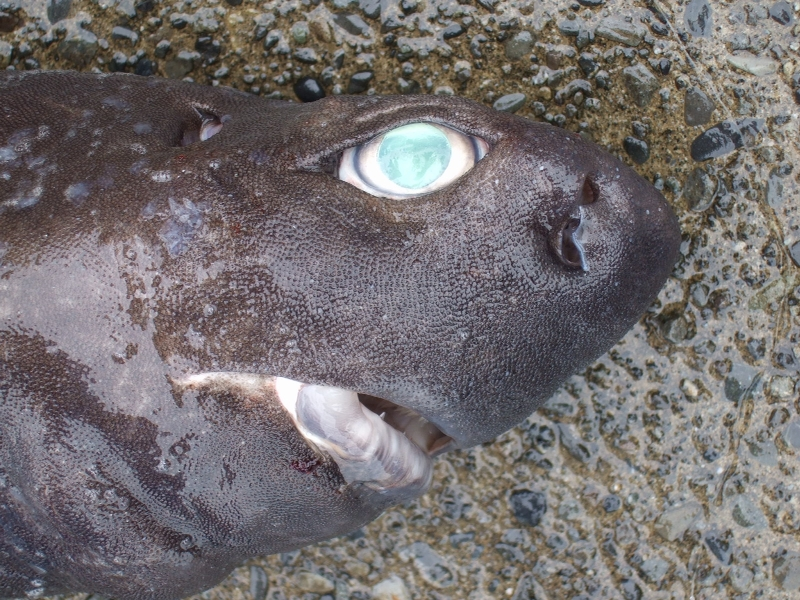
Известно, что на скатов 'Plesiobatis daviesi нападают чёрные акулы.

## Биология
Рацион Plesiobatis daviesi состоит из головоногих, ракообразных (креветок, крабов и омаров) и костистых рыб. Длинное и гибкое рыло хорошо приспособлено, чтобы копаться в осадках, тогда как присутствие в рационе мезопелагических животных говорит о том, что эти скаты могут охотиться не только у дна. На одной особи обнаружили многочисленные следы от укусов чёрных акул, которые способны выкусывать у своих жертв, превышающих их размерами, куски мяса из тела.
Plesiobatis daviesi размножаются живорождением, эмбрионы питаются желтком и гистотрофом. Учитывая крупный размер и глубоководную среду обитания, можно сделать вывод о том, что это медленно размножающийся вид скатов с немногочисленным помётом и длительным сроком вынашивания. Длина новорожденных около 50 см. Попадались молодые скаты примерно такой длины с остатками шрама от желточного мешка. Самцы и самки достигают половой зрелости при длине 1,3—1,7 м и 1,9—2 м соответственно.

## Взаимодействие с человеком
Plesiobatis daviesi не представляют интереса для коммерческого промысла. Будучи пойманными они яростно молотят хвостом и способны нанести рыбаку серьёзные раны. Их мясо съедобно, но ценится невысоко. В их ареале подводный лов не ведётся интенсивно, так что они лишь в небольшом количестве попадаются в качестве прилова. Международный союз охраны природы присвоил этому виду статус сохранности «Вызывающий наименьшие опасения».